# حصن الظبيتين (الحصن)

تعديل مصدري - تعديل

حصن الظبيتين هي إحدى قرى عزلة اليمانية العليا بمديرية الحصن التابعة لمحافظة صنعاء، بلغ تعداد سكانها 2672 نسمة حسب تعداد اليمن لعام 2004.